# Annapia Gandolfi
Annapia Gandolfi (Pisa, 29 de junio de 1964) es una deportista italiana que compitió en esgrima, especialista en la modalidad de florete.
Participó en los Juegos Olímpicos de Seúl 1988, obteniendo una medalla de plata en la prueba por equipos. Ganó dos medallas en el Campeonato Mundial de Esgrima en los años 1986 y 1987.

## Palmarés internacional
| Juegos Olímpicos   | Juegos Olímpicos     | Juegos Olímpicos  | Juegos Olímpicos    |
| Año                | Lugar                | Medalla           | Prueba              |
| ------------------ | -------------------- | ----------------- | ------------------- |
| 1988               | Seúl (Corea del Sur) | Medalla de plata  | Florete por equipos |
| Campeonato Mundial |                      |                   |                     |
| Año                | Lugar                | Medalla           | Prueba              |
| 1986               | Sofía (Bulgaria)     | Medalla de plata  | Florete por equipos |
| 1987               | Lausana (Suiza)      | Medalla de bronce | Florete por equipos |